# Согрин, Владимир Викторович
Влади́мир Ви́кторович Со́грин (11 марта 1945, Челябинск — 22 ноября 2024) — советский и российский историк. Доктор исторических наук, профессор МГИМО, руководитель Центра североамериканских исследований Института всеобщей истории РАН. Председатель Совета Российской ассоциации историков-американистов. Заслуженный работник высшей школы Российской Федерации.

## Биография
Окончил исторический факультет МГУ (1967). В 1970 году защитил кандидатскую диссертацию «Формирование либерально-реформистской социальной мысли в США (с середины 1880 годов до первой мировой войны)». С 1977 года работает в Институте всеобщей истории (с 2009 руководит Центром североамериканских исследований). В 1980 году защитил докторскую диссертацию «Идейные течения в американской революции XVIII века». Преподавал в МГИМО (1999—2011) и других московских вузах, читал лекции в американских университетах.
Председатель Совета Российской ассоциации историков-американистов. Главный редактор «Американского ежегодника», научных журналов «Общественные науки и современность» (1987—2014) и «Новая и новейшая история» (2013—2018).
Лауреат премии имени Н. И. Кареева РАН за монографии «Исторический опыт США», «США в XX—XXI веках. Либерализм. Демократия. Империя» (2015).
Умер 22 ноября 2024 года после тяжёлой болезни в возрасте 79 лет.

## Научная деятельность

### Сфера профессиональных интересов
- Новая и новейшая история.
- История США.
- Историография и теоретические проблемы истории[1].

По словам академика РАН В. С. Мясникова, «представляется важным отметить то, что В. В. Согрин разработал и использовал комплексную методологию изучения американской цивилизации, объединяющую цивилизационный и конкретно-исторический подходы с методиками таких отраслей знаний, как экономика, философия, социология, этнография, антропология и политология».

### Основные научные результаты
- Обоснованы оригинальные концепции американского исторического процесса. Разработан реестр архетипов и факторов американской цивилизации, раскрыта их роль на всех этапах американской истории.
- Использован в исследовательской практике набор междисциплинарных методов изучения истории США, что поспособствовало более точному и глубокому постижению экономической, социальной, внутри и внешне политической истории США.
- Использование категорий мировой политической науки в сочетании с принципом историзма позволило обосновать оригинальную научную концепцию меняющихся исторических типов американской демократии и политической власти в целом.
- Привлечение методов и категорий мировой социологической науки в сочетании с подходами исторической науки позволило развить новаторскую концепцию социального конфликта в американской истории, как и влияния на различных этапах основных участников американского социума: экономических классов, расово-этнических, гендерных, поколенческо-возрастных групп, религиозных деноминаций.
- Исследована американская двухпартийность, ее способность на разных этапах поглощать лево и праворадикальные движения, поддерживать стабильность общества.
- Исследованы основные идеологические течения США — либерализм, консерватизм, левый и правый радикализм — и их соотношение на всех этапах американской истории.
- Исследованы ведущие школы и течения американской исторической науки, раскрыт их вклад в изучение основных проблем истории США. Разработана и внедрена в исследовательской практике оригинальная концепция научного диалога с американскими историографическими школами.
- Осуществлен оригинальный научный синтез внутри и внешнеполитической истории США в контексте взаимодействия трех фундаментальных факторов американской цивилизации — либерализм, демократия, имперский мессианизм.
- Разработана и реализована в исследовательской практике оригинальная научная концепция современной политической истории России. Её теоретическим основанием стал синтез модернизационного и цивилизационного подходов к российской истории[5][6][7][8][9][10][11][12].

## Научные труды

### Монографии
- Истоки современной буржуазной идеологии США. М.: Молодая гвардия, 1975. — 237 с.
- Идейные течения в американской революции XVIII в. М.: Наука, 1980. — 312 с. — ИБ N 26920.
- Основатели США: исторические портреты. М.: Наука, 1983. — 176 c. — ИБ N 26920 (в сер. «История и современность»).
- Мифы и реальности американской истории. М.: Мысль, 1986. — 256 с. — ББК 63.3.
- Критические направления немарксистской историографии США XX в. М.: Наука, 1987. — 270 с. — ИБ N 32203.
- Джефферсон: человек, мыслитель, политик. М.: Наука, 1989. — 280 c. — ISBN 5-02-008990-7.
- Современная историография Великобритании. М.: Наука, 1991. — 230 с.- ISBN 5-02-009068-9 (в соавт. с. Г. И. Зверевой и Л. П. Репиной)
- Политическая история современной России, 1985—1994: от Горбачёва до Ельцина. М.: Прогресс — Академия, 1994. — 192 с. — ISBN 5-85864-066-4.
- Либерализм Запада. XVII—XX вв. М., Изд-во МГУ, 1995. — 228 c. — ISBN 5-201-00456-3 (в соавт. с А. И. Патрушевым, Е. С. Токаревой и Т. М. Фадеевой)
- Идеология в американской истории: от отцов-основателей до конца XX в. М.: Наука, 1995. — 238 c. — ISBN 5-02-009570-2.
- Президенты и демократия: американский опыт. М.: Весь Мир, 1998. −200 с. — ISBN 5-7777-0044-6.
- Политическая история США. XVII—XX вв. — М.: Весь Мир, 2001. — 390 с. — (Тема). — ISBN 978-5-7777-0117-6.
- Политическая история современной России. 1985—2001: от Горбачева до Путина. — М.: Весь Мир, 2001. — 262 с. — (Высшее образование). — ISBN 978-5-7777-0161-9.
- История США. М.-СПб.: Питер, 2003. — 192 с. — ISBN 5-94723-681-8.
- Исторический опыт США. М.: Наука, 2010. — 581 с. — ISBN 978-5-02-037005-0.
- Демократия в США: от колониальной эры до XXI в. — М.: Весь Мир, 2011. — 368 с. — ISBN 978-5-7777-0173-2.
- Центральные проблемы истории США. — М.: Весь Мир, 2013. — 352 с. — ISBN 978-5-7777-0173-2.
- США в XX–XXI веках. Либерализм. Демократия. Империя. — М.: Весь Мир, 2015. — 592 с. — ISBN 978-5-7777-0591-4.
- Энциклопедия истории США. — М.: Весь Мир, 2018. — 480 с.- ISBN 978-5-7777-0680-5.
- История США: учебник. — М.: Международные отношения, 2019. — 600 с. — ISBN 978-5-7133-1605-1.
- Американская цивилизация. — М.: Весь Мир, 2020. — 256 с. — ISBN 978-5-7777-0770-3.
- Американская двухпартийность. От Джорджа Вашингтона до Джо Байдена. — М.: Весь Мир, 2022. — 192 с. табл. — ISBN 978-5 7777-0863-2
- Американская империя. Происхождение. Этапы. Современность. - М., Международные отношения. 2022 - 176 с. табл. - ISBN 978-5-7133-1728-7
- Американские идеологии XVII—XXI веков. — М.: Издательство «Весь Мир», 2024. — 136 с. — ISBN 978-5-7777-0917-2

### Статьи
- К идейным истокам войны за независимость США // Вопросы истории. 1975. № 9.
- Становление и борьба идейных традиций в США // Вопросы истории. 1980. № 3.
- Буржуазные революции в США: общее и особенное // Вопросы истории. 1983. № 3.
- Зарождение национальных политических партий в США // Вопросы истории. 1988.№ 8.
- Мир американских рабовладельцев: Кэлхун, Фицхью и другие // Новая и новейшая история, 1990. № 5
- Этапы американского консерватизма // Новая и новейшая история. 1991. № 5.
- Между социализмом и радикализмом: левая альтернатива в США XX столетия // Новая и новейшая история. 1994. № 1.
- Президент США Эндрю Джексон: путь к власти // Новая и новейшая история. 1994. № 6.
- 1985‒1995: реалии и утопии новой России // Отечественная история. 1995. № 2.
- Британский либерализм: этапы развития и течения // Новая и новейшая история. 1996. № 4.
- Второе пришествие либерализма в Россию (опыт историко-политологического анализа) // Отечественная история. 1997. № 1.
- Ветви государственной власти в США: взаимодействие и соперничество // Общественные науки и современность. 2001. № 1.
- Образование Североамериканского государства: новое прочтение // Новая и новейшая история. 2002. № 1.
- Двухпартийная система США: преемственность и обновление // Политические исследования. 2003. № 2.
- 1985—2005: три превращения современной России // Отечественная история. 2005. № 3.
- Война США за независимость как социально-политическая революция // Новая и новейшая история. 2005. № 3.
- Важные аспекты изучения истории США XIX в. // Новая и новейшая история. 2006. № 5.
- Три ключевые проблемы в исследовании истории Нового курса Ф. Д. Рузвельта // Новая и новейшая история. 2007. № 5.
- Экономическое неравенство в истории США // Новая и новейшая история. 2009. № 1.
- Противоречивые итоги президентства В. Путина // Общественные науки и современность. 2009. № 1.
- Архетипы и факторы цивилизации США // США и Канада: экономика, политика, культура. 2009. № 5.
- Современная историографическая революция // Новая и новейшая история. 2009. № 3.
- Гражданская война и Реконструкция в США. Современное прочтение // Новая и новейшая история. 2010. № 1.
- Историческая роль Демократической партии США // США и Канада: экономика, политика, культура. 2010. № 1.
- Понять Россию. Понять Америку // Знание — сила. 2010. № 3.
- Цивилизационное и междисциплинарное изучение истории США // Новая и новейшая история. 2012. № 1.
- Равенство возможностей как фактор американской цивилизации // США и Канада. Экономика. Политика. Культура. 2012. № 1.
- Прошлое, настоящее и будущее американской демократии // США и Канада. Экономика. Политика. Культура. 2012. № 8.
- Рождение американской империи: 1898‒1918. Причины, цели, методы // Новая и новейшая история. 2013. № 3.
- Три исторические субкультуры постсоветской России // Общественные науки и современность. 2013. № 3.
- Ф. Д. Рузвельт и СССР (1933—1945) // США и Канада. Экономика. Политика. Культура. 2013. № 11.
- Завершение холодной войны: победа человечества или США? // Американский ежегодник 2014. М., 2014.
- Внешняя политика Дж. Буша-младшего. Генезис. Эволюция. Итоги // Новая и новейшая история. 2014. № 2.
- Состояние и перспективы российской американистики // Новая и новейшая история. 2014. № 3.
- Внутренняя политика США от У. Клинтона до Б. Обамы // Новая и новейшая история. 2015. № 1.
- США как либерально-демократическая империя // США и Канада. Экономика. Политика. Культура. 2015. № 1.
- Осмысливая путь в профессии // Новая и новейшая история. 2015. № 2.
- Динамика соперничества СССР и США в период «холодной войны» (1945—1991) // Новая и новейшая история. 2015. № 6; 2016. № 1.
- Американская империя как исторический и современный феномен // Новая и новейшая история. 2016. № 3.
- 1776-й и 1917-й: Американская и Российская революции в глобальной истории // США и Канада. Экономика. Политика. Культура. 2017.№ 9.
- Профессиональная, пропагандистская и обывательская историография // Новая и новейшая история. 2018. № 1.
- Война за независимость США 1775–83 : [арх. 3 января 2023] / Согрин В. В. // Великий князь — Восходящий узел орбиты [Электронный ресурс]. — 2006. — С. 605—607. — (Большая российская энциклопедия : [в 35 т.] / гл. ред. Ю. С. Осипов ; 2004—2017, т. 5). — ISBN 5-85270-334-6.
- Английское влияние на американскую цивилизацию // Новая и новейшая история. 2019. № 1.
- Социальные конфликты в США. Участники и этапы // Новая и новейшая история. 2019.№ 4.
- Публичная история и профессиональная историография // Российская история. 2020. № 2.
- 50 лет в американистике // Новая и новейшая история. 2020.№ 3.
- Права человека в США. Эволюция. Этапы. Современность // Новая и новейшая история. 2022. N 1.